# Rottapharm Madaus
Rottapharm|Madaus è un gruppo farmaceutico europeo con sede a Monza, controllato dal 2016 dalla multinazionale statunitense Mylan.

## Storia
Rottapharm nasce a Monza nel 1961, con la creazione da parte di Luigi Rovati – allora docente presso la facoltà di Farmacologia dell'Università di Pavia – di un laboratorio di ricerca indipendente, il Rotta Research Laboratorium.
Sin dalla sua nascita, Rottapharm si caratterizza per il forte impegno in ricerca, sintetizzando con il suo Centro di Ricerca Rottapharm più di 5000 composti su target molecolari specifici, oltre 300 brevetti e 19 farmaci originali. Le aree terapeutiche sulle quali è focalizzata l'attività di ricerca e sviluppo del gruppo sono: reumatologia, ginecologia, urologia, gastroenterologia, pneumologia, psichiatria, oncologia. Aree ampliate anche con acquisizioni.
Nel dicembre 1999 rileva i Laboratori Guieu dal gruppo Bristol Myers Squibb entrando con i marchi Saugella e Babygella nel settore della dermocosmesi. Nel luglio 2005, con l'acquisizione di Biochimici PSN, azienda di Bologna specializzata nello sviluppo e nella commercializzazione di prodotti dermatologici, Rottapharm è tra le aziende leader nel mercato del personal care in farmacia..
Nel 2007, con la più grande operazione di M&A mai realizzata da un'azienda farmaceutica italiana, Rottapharm acquisisce per 600 milioni di euro la tedesca Madaus Pharma diventando Rottapharm Madaus. Una multinazionale che nel 2008 raggiunge un fatturato consolidato di 550 milioni di euro con più di 2.000 dipendenti e sei stabilimenti produttivi in Europa e uno in India. Nel 2008 stipula un accordo con l'azienda Lay Lira Genomics che gestisce il laboratorio di biotecnologie di Besovizza, Trieste.
Il 7 marzo 2013 la Rottapharm mette in esubero 34 informatori (ISF) al fine di riequilibrare il proprio organico su base volontaria e di accompagnamento alla pensione.
Il 31 luglio 2014 Rottapharm Madaus, guidata dai fratelli Luca e Lucio Rovati, viene acquisita per 2,2 miliardi di euro (in contanti e in azioni) dal gruppo svedese Meda, quotato alla Borsa di Stoccolma: la famiglia Rovati detiene il 9% del nuovo gruppo europeo (è il secondo maggior azionista dopo la famiglia svedese Olsson con il 20%) e mantiene il controllo di Rottapharma Biotech, cioè le attività di R&D dedicate al farmaco di alta tecnologica ed escluse con uno spin-off dall'operazione. Due anni più tardi, nel 2016, il nuovo polo farmaceutico viene comprato dal gruppo statunitense Mylan per 7,2 miliardi di euro.